# Сава Овчаров
Сава Димов Овчаров е български архитект.

## Биография
Роден е на 29 март 1892 г. в Калофер. През 1914 г. завършва архитектура във Виена. Участва като доброволец в Балканската война, а след това и в Първата световна война. От 1918 до 1920 г. работи в Софийска градска община. В периода 1920 – 1948 г. работи на частна практика заедно с арх. Йордан Йорданов. През 1926 г. екипът им печели архитектурния конкурс, организиран от Българска академия на науките, за разширение сградата на Академията на североизток към площад „Св. Александър Невски“. По техни проекти са построени Културният дом на правниците (1928), сградата на бившата Учителска каса в София на площад „Славейков“ в София (1936), Общинският дом в Сливен (1931), Пощенската палата в Пловдив (1937), Търговско-индустриалната камара в Бургас (1937) и много жилищни сгради. От 1950 г. е ръководител на ателие в проектантската организация „Главпроект“ в София. Умира на 5 септември 1964 г.
Личният му архив се съхранява във фонд 56А в Централния държавен архив. Той се състои от 26 архивни единици от периода 1922 – 1981 г.